# Noël Segers
Noël Segers (Ninove, 21 de desembre de 1959) va ser un ciclista belga, que fou professional entre 1982 i 1992. De la seva carrera professional destaca la victòria final a la Volta a Colònia de 1990.

## Palmarès
- 1980
  - 1r al Gran Premi de Waregem
  - 1r a la Volta a Limburg amateur
- 1981
  - Vencedor de 3 etapes a la Volta a Limburg amateur
- 1982
  - 1r al Tour de Flandes amateur
  - Vencedor d'una etapa a la Volta a Limburg amateur
- 1983
  - Vencedor d'una etapa dels Tres dies de De Panne
- 1984
  - Vencedor d'una etapa de la Volta a Suècia
- 1985
  - Vencedor d'una etapa del Critèrium del Dauphiné Libéré
- 1987
  - Vencedor d'una etapa de la Setmana Catalana
  - 1r al Circuit de la Vall de la Lys
- 1989
  - 1r al GP Wielerrevue
- 1990
  - 1r a la Volta a Colònia

### Resultats al Tour de França
- 1983. Abandona (10a etapa)
- 1985. 120è de la Classificació general
- 1989. Fora de temps (9a etapa)
- 1992. Abandona (14a etapa)

### Resultats a la Volta a Espanya
- 1987. Abandona